# Muránska planina

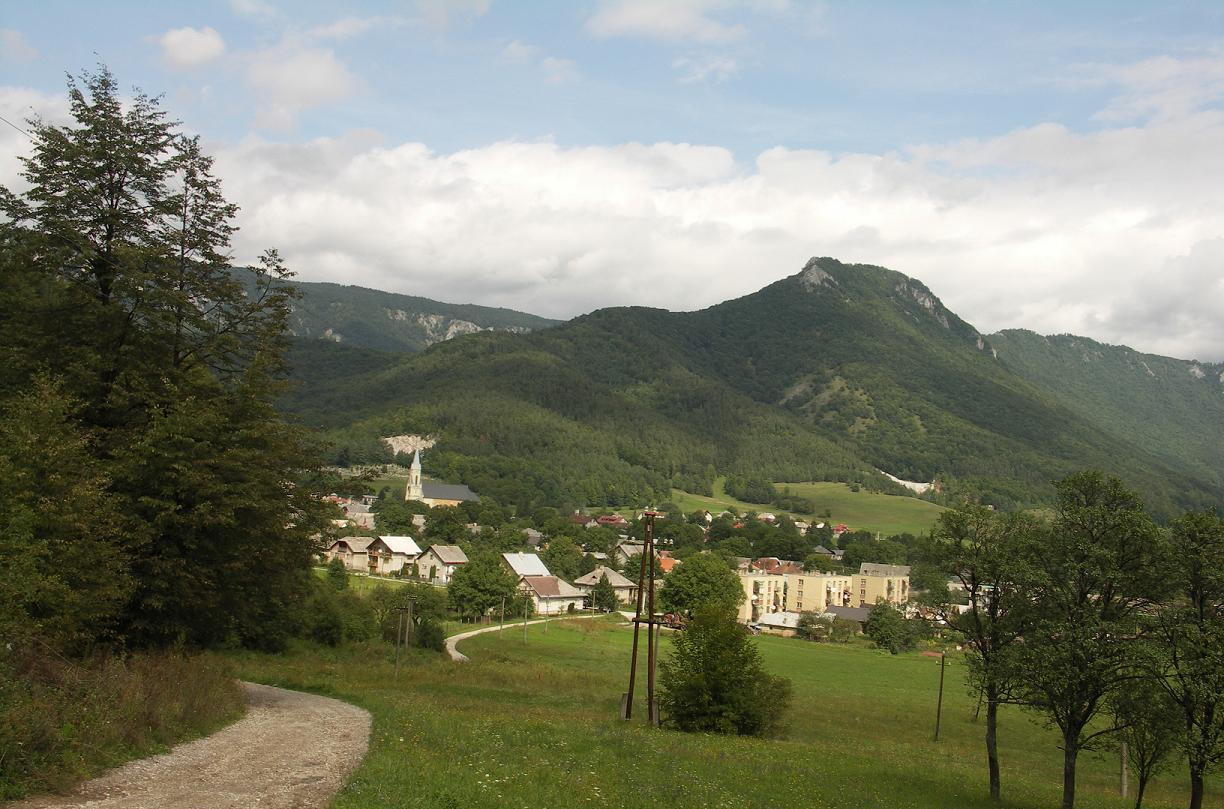
Berg Cigánka (935 m ü. d. M.) über dem Dorf Muráň

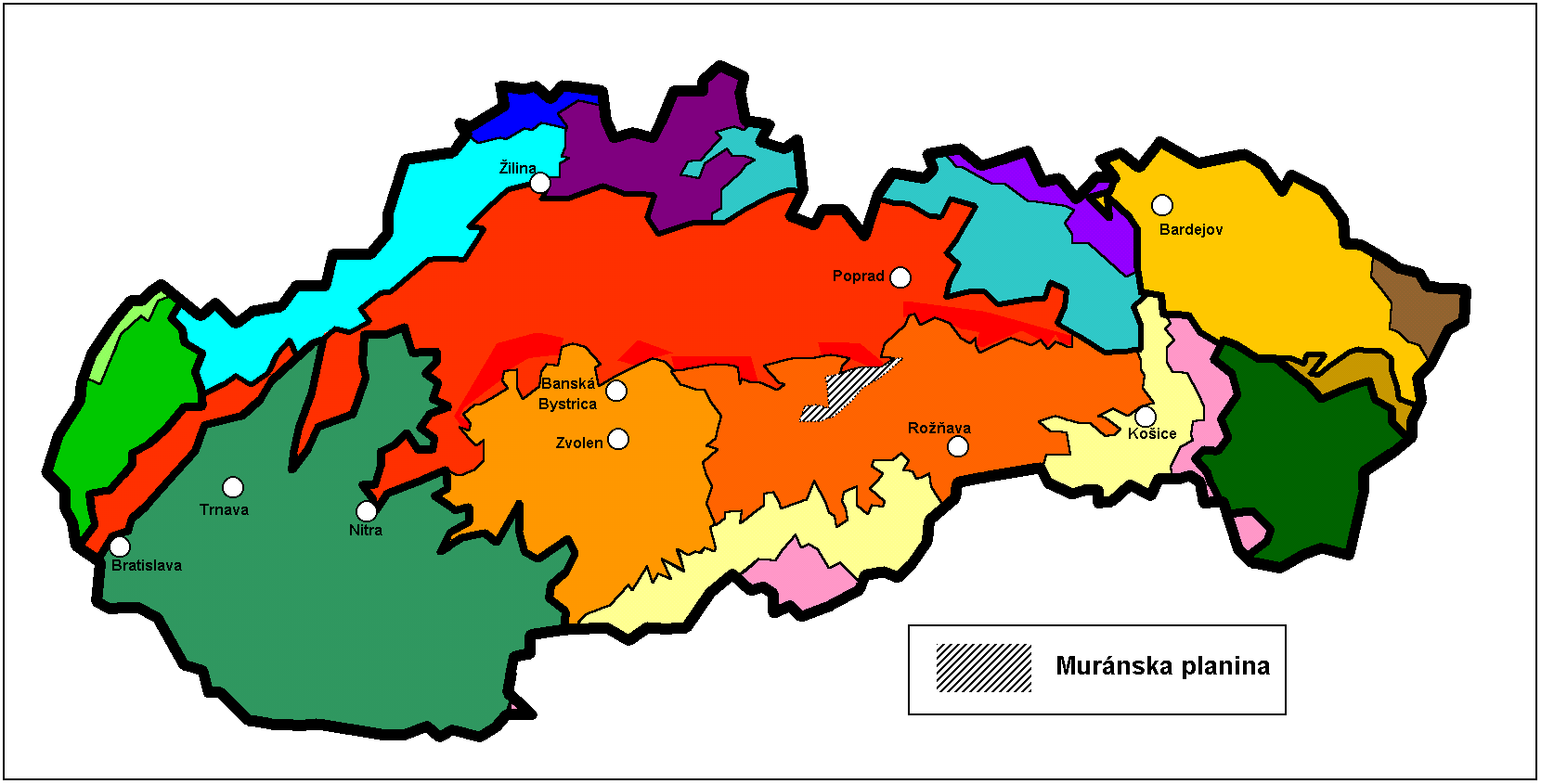
Die Muránska planina innerhalb der Geomorphologischen Einteilung der Slowakei

Die Muránska planina (deutsch Muraner Hochebene) ist eine ca. 25 km lange und 10 km breite Hochebene in der Mittelslowakei.

## Lage und Begrenzung
Das Plateau liegt im Banskobystrický kraj. Geomorphologisch ist es Teil des Spišsko-gemerský kras (Zips-Gemer-Karst), der wiederum dem Slowakischen Erzgebirge zugehört.
Begrenzt wird die Hochebene
- im Norden vom Tal des Flusses Hron (Region Horehronie),
- im Nordosten vom Slovenský raj (Slowakisches Paradies),
- im Osten und Süden vom Bergland Stolické vrchy,
- im Westen vom Bergland Veporské vrchy.

## Charakter
Die Hochebene ist eine von Karsterscheinungen geprägte Region. Geologisch besteht sie aus Kalkstein und Dolomit.
Auf der Muránska planina sind neben Laubmischwäldern und Weideflächen endemische Pflanzen zu finden, z. B. der Slowakische Seidelbast (Daphne arbuscula) oder der slowakische Endemit Karpaten-Schöterich (Erysimum wittmanni).
Die höchste Erhebung ist der Kľak mit 1409 m.

## Sehenswürdigkeiten
Außer der Landschaft ist die Burg Muráň ein besonderer touristischer Anziehungspunkt.

## Naturschutz
Im Jahre 1997 wurde der Nationalpark Muránska planina auf einer Fläche von 203 km² mit einer umliegenden Schutzzone von 217 km² eingerichtet. Eine Reihe besonderer Naturgebilde wurde unter gesonderten Schutz gestellt.

## Einige Ortschaften im Gebirge und in der Umgebung
- Brezno
- Červená Skala (Teil von Šumiac)
- Muráň
- Tisovec